# Straßenbaubeitrag
Der Straßenbaubeitrag (auch Straßenausbaubeitrag genannt) ist eine Kommunalabgabe, die für bestimmte Maßnahmen des Straßenbaus sowie der Straßenentwässerung erhoben wird. Der Straßenbaubeitrag hat seine rechtliche Grundlage allein in den Kommunalabgabengesetzen der Bundesländer und ist deshalb nicht zu verwechseln mit dem Erschließungsbeitrag nach den Regelungen des (Bundes-)Baugesetzbuches/BauGB. Während der Erschließungsbeitrag für die erstmalige Herstellung einer Verkehrsanlage (Straße, Weg, Platz) erhoben wird, ist Gegenstand des Straßenbaubeitrags eine später auf die erstmalige Herstellung folgende, also eine nachträgliche, Herstellungsmaßnahme an einer Verkehrsanlage. Rechtsgrundlage für die Erhebung von Straßenbaubeiträgen sind neben den landesgesetzlichen Regelungen die ortsrechtlichen Satzungen der Kommunen.
Der Straßenausbaubeitrag wird zurzeit (April 2025) in 5 Bundesländern erhoben.

## Baumaßnahmen
Gegenstand einer Erhebung von Straßenbaubeiträgen sind bestimmte Herstellungsmaßnahmen an der Verkehrsanlage wie ...
- die erstmalige Herstellung einer Teileinrichtung, welche nicht nach dem BauGB abzurechnen ist
- die ‚nachmalige‘ Herstellung einer Teileinrichtung (oder: grundhafte Erneuerung vorhandener Bestandteile einer Verkehrsanlage)
- die Verbesserung einer Teileinrichtung bzw. die Erneuerung veränderter Bestandteile einer Verkehrsanlage (neue Querschnitte, geänderte Breiten von Fahrbahn, Gehwegen etc.)

Die erstmalige Herstellung gemäß BauGB kann strittig sein, wenn diese bereits auf Basis des preußischen Straßen- und Baufluchtengesetz vom 2. Juli 1875 als hergestellt markiert ist.
Teileinrichtungen sind die Bestandteile einer Straße wie Fahrbahn, Beleuchtung, Gehweg und Kanal.
Beispiele:
- Ein Straßen(aus)baubeitrag kann beispielsweise dann für eine erstmalige Herstellung erhoben werden, wenn in einer bereits in früheren Jahren/Jahrzehnten erstmals hergestellten Straße eine Teileinrichtung neu hinzugefügt wird, die zuvor nicht vorhanden war – etwa ein Parkstreifen.
- Eine nachmalige Herstellung/grundhafte Erneuerung liegt vor, wenn eine verschlissene Teileinrichtung (einer bereits in früheren Jahren/Jahrzehnten erstmals hergestellten Straße) nach Ablauf einer Frist (= Nutzungsdauer) komplett erneuert wird. Hierbei liegt für den Grundstückseigentümer nur dann die Pflicht zur Bezahlung eines Beitrages vor, wenn ein angemessener Zeitraum seit der erstmaligen Herstellung bzw. der letztmaligen grundhaften Erneuerung (in der Regel mehr als 25 Jahre) vergangen ist und der Straßenzustand nicht auf einen sogenannten ‚aufgestauten Reparaturbedarf‘ zurückzuführen ist, die Kommune also in den letzten Jahren/Jahrzehnten nichts unternommen hatte, um den Verschleiß der Straße zu verhindern. Dies kann dann der Fall sein, wenn etwa eine 60 Jahre alte defekte Fahrbahn (Decke und Unterbau) komplett aufgebrochen und erneuert wird.
- Die Verbesserung ist der häufigste Anlass für die Erhebung von Straßen(aus)baubeiträgen. Eine Verbesserung liegt im beitragsrechtlichen Sinn vor, wenn die betreffende Verkehrsanlage/Teileinrichtung nach Durchführung der Herstellungsmaßnahme ihre Funktion besser erfüllt als zuvor. Dies kann etwa dann vorliegen, wenn ein Regenwassersammler von 300 mm Durchmesser durch einen neuen von 500 mm ersetzt wird, wodurch das Straßenoberflächenwasser besser abläuft.
- Der Beitragspflicht unterliegen allein die ‚bevorteilten‘ Grundstücke der Herstellungsmaßnahme (= in vielen Bundesländern aufgrund des ‚wirtschaftlichen Vorteils‘, in anderen wie Bayern und Thüringen aufgrund des ‚besonderen Vorteils‘), wobei als beitragspflichtige Kosten grundsätzlich die gesamten Baukosten zählen. Eine Ausnahme gibt es bei den Kosten des Kanalbaus, bei denen die Grundstücksentwässerung A (Schmutzwasser), die Grundstücksentwässerung B (Regen- bzw. Oberflächenwasser) und die Straßenentwässerung (Regen- bzw. Oberflächenwasser) gesondert zu betrachten sind. Beispiele (kann örtlich und im Einzelfall variieren):
  - Mischwasserkanal: 75 % der Herstellungskosten entfallen auf die Entwässerung der Grundstücke (= 50 % für deren Schmutzwasser, 25 % für deren Regen- bzw. Oberflächenwasser) und 25 % als beitragsfähige Kosten auf die Straße (= 25 % für deren Regen- bzw. Oberflächenwasser)
  - Regenwasserkanal: 50 % der Herstellungskosten entfallen auf die Entwässerung der Grundstücke (für deren Regen- bzw. Oberflächenwasser) und 50 % auf die Straße (für deren Regen- bzw. Oberflächenwasser)
  - Schmutzwasserkanal: 100 % der Herstellungskosten entfallen auf die Entwässerung der Grundstücke für deren Schmutzwasser; diese Form des Abwassersammlers ist also immer straßenbaubeitragsfrei

## Verteilung der beitragsfähigen Kosten
Die Verteilung dieser beitragspflichtigen Kosten wird in den entsprechenden Gemeindesatzungen geregelt. Hier ist unter anderem festzulegen, welcher Anteil der beitragspflichtigen Kosten durch die Anlieger zu tragen ist und welcher durch die Gemeinde getragen wird. Der Gemeindeanteil bestimmt sich zum einen nach der betreffenden Teileinrichtung, zum anderen nach der Verkehrsbedeutung der Straße. Zu diesem Zweck werden Straßen in Klassen zusammengefasst, welche widerspiegeln, welche Zweckbestimmung sie haben. Nach der sogenannten 'Lüneburger Entscheidung' (des Oberverwaltungsgerichts Lüneburg) reichen drei Klassen von Verkehrsanlagen aus. Dies sind a) die Anliegerstraße (mit in der Regel 25 % Gemeindeanteil), b) die Haupterschließungsstraße (mit in der Regel zwischen 40 und 50 % Gemeindeanteil) und c) die Hauptverkehrsstraße (mit in der Regel 40 bis 75 % Gemeindeanteil). Je höher der Anteil des Fremdenverkehrs in der Zweckbestimmung einer Verkehrsanlage zu Buche schlägt, desto geringer ist der Anteil der Anlieger am umlagefähigen Aufwand.
Der umlagefähige Aufwand wird auf die Eigentümer, Erbbauberechtigten oder Nutzungsberechtigten aller von der Verkehrsanlage oder einem ihrer Straßenabschnitte bevorteilten Grundstücke verteilt. Bevorteilt ist ein Grundstück dann, wenn mit Ver- und Entsorgungsfahrzeugen an die Grundstücksgrenze herangefahren werden kann. Auch (da)hinterliegende Grundstücke, also nicht direkt an eine Straße angrenzende Grundstücke, können (z. B. über Privatwege) bevorteilt sein. Eckgrundstücke sind in der Regel von beiden Straßen bevorteilt, wobei die Kommunen in den letzten Jahren die Gewährung von streitigen „Eckgrundstücksvergünstigungen“ aufgrund von Mehrfacherschließung über entsprechende Satzungsregelungen zu reduzieren versuchen.

## Verteilungsparameter
Typischerweise ist die Baugrundstücksgröße Ausgangspunkt für die Verteilung des umlagefähigen Aufwands. Diese wird mit einem Faktor für das Maß der Grundstücksnutzung (Anzahl der Geschosse) und gegebenenfalls einem Faktor für gewerbliche Nutzung multipliziert und damit gewichtet. Die entsprechenden Faktoren legt die Satzung fest. Hinsichtlich der Anzahl der beitragsrechtlichen Vollgeschosse und der gewerblichen Nutzung sind Festsetzungen eines Bebauungsplans bindend. Existiert kein Bebauungsplan, werden die tatsächlichen Gegebenheiten zur Betrachtung herangezogen.
In unbeplanten Gebieten wird am Rande zum Außenbereich nicht die gesamte Grundstücksfläche zugrunde gelegt, sondern nur die Fläche bis zu einem bestimmten Abstand von der Straße (= Tiefenbegrenzung).
Die Berechnungseinheiten (Fläche × Faktor I [Geschosse] + Faktor II [gewerbliche Nutzung]) aller beitragspflichtigen Grundstücke werden ermittelt und addiert und der umlagefähige Aufwand wird durch diese Gesamtsumme geteilt. Das Ergebnis ist der umlagefähige Aufwand in Euro pro Quadratmeter gewichteter Grundstücksfläche. Mit diesem Faktor multipliziert man dann die Quadratmeter gewichteter Grundstücksfläche jedes einzelnen Grundstücks und erhält so den Straßen(aus)baubeitrag für die betreffenden Grundstücke.

## Berechnungsbeispiel
Umlagefähige Gesamtkosten (nach Abzug des Gemeindeanteils) = 325.000,- €
Die Summe der gewichteten Grundstücksflächen aller durch die Straße erschlossenen Grundstücke = 20.000,00 m².
Der Straßen(aus)baubeitrag für ein zweigeschossiges Wohnhaus (Faktor lt. Satzung: 1,25) auf einem 650 m² großen Grundstück errechnet sich wie folgt:
325000 € × (650 m² / 20000 m²) × 1,25 = 13203,1250 €. Der Straßen(aus)baubeitrag für dieses Grundstück beträgt somit 13.203,12 €.

## Rechtspolitik
Die gesetzlichen Regelungen zu den Straßenausbaubeiträgen werden von den Grundeigentümern wegen der Höhe ihrer finanziellen Belastung zunehmend infrage gestellt und eine Abschaffung angestrebt. Die möglichen Fehler der behördlichen Exekutive führen zu zahlreichen Klageverfahren.

## Lage in den einzelnen Bundesländern
In Baden-Württemberg wurden nie und in Berlin werden keine Straßenausbaubeiträge mehr erhoben.
Hamburg hat die Beiträge bereits 2016 abgeschafft.
Die Regierung des Freistaates Bayern beschloss im Juni 2018 die vollständige Abschaffung sämtlicher Straßenausbaubeiträge, gültig rückwirkend zum 1. Januar 2018. Sämtliche Kostenbescheide, die nach diesem Datum erstellt oder verschickt wurden, gelten damit als hinfällig. Die Kommunen, die bisher Straßenausbaubeiträge erhoben haben, erhalten vom Freistaat dafür eine finanzielle Kompensation. Die Abschaffung war durch ein erfolgreiches Volksbegehren der Wählergruppe Freie Wähler in Bayern zustande gekommen, das diese im Dezember 2017 initiiert hatten. Nach Abschluss der Arbeiten der Kommission zur Ermittlung von Härtefällen sollen viele derer, die bereits Straßenausbaubeiträge bezahlt haben, im ersten Quartal 2022 einen Bescheid über eine (teilweise) Rückzahlung erhalten; berücksichtigt sind dabei die zeitliche Nähe des Bescheids zum Abschaffungsstichtag des 31. Dezember 2017, die Einkommensverhältnisse, „systemische Härten“ und „besondere Umstände“.
Die Thüringer Landesregierung hat im Oktober 2019 die Abschaffung des Straßenausbaubeitrags rückwirkend zum 1. Januar 2019 beschlossen.
Der Brandenburger Landtag beschloss am 13. Juni 2019 die Abschaffung der Straßenbaubeiträge für alle Baumaßnahmen, die am 1. Januar 2019 noch nicht abgeschlossen waren.
Der Landtag Mecklenburg-Vorpommerns beschloss 2019, dass für Arbeiten, die am oder nach dem 1. Januar 2018 begonnen wurden, keine Beiträge mehr zu erheben sind. Die Stadt Grevesmühlen erhob dagegen Verfassungsbeschwerde beim Landesverfassungsgericht, diese wurde mit Entscheidung des Landesverfassungsgerichts im Juni 2021 als unzulässig zurückgewiesen.
Seit Ende 2017 ist es Kommunen in Schleswig-Holstein freigestellt, ob sie Beiträge für den Straßenausbau erheben.
In Nordrhein-Westfalen wurde ein Förderprogramm eingeführt, welches die Konditionen für Anwohner rückwirkend zum 1. Januar 2018 verbessert, z. B. durch ein Förderprogramm, voraussetzungslosen Ratenzahlungsanspruch und eine verpflichtende Anliegerversammlung im Vorfeld.
Für Maßnahmen die ab dem 1. Januar 2024 beschlossen werden, wurden die Ausbaubeiträge durch den Landtag Nordrhein-Westfalens abgeschafft.
In Sachsen-Anhalt wurden die Ausbaubeiträge 2020 rückwirkend zum 1. Januar 2020 abgeschafft.